# Гетлингов топ
Гетлингов топ (енгл. Gatling gun) је митраљез или лаки топ са изузетно великом брзином гађања, заснован на конструкцији са више цеви.

## Проналазак
Проналазач Ричард Гатлинг (Richard J. Gatling) патентирао је 1862. године вишецевну аутоматску пушку/митраљез, која је покретана ручицом. Ограничено је коришћена у Америчком грађанском рату због велике тежине и немања обарача. У другој половини XIX века Гатлингов систем коришћен је и као митраљез и као топ, посебно у морнарици, али је убрзо пао у заборав пошто су и једноцевна оруђа почела да постижу знатне брзине.

### Историја
Средином 19. века вршени су покушаји да се брзина гађања ватреног оружја повећа израдом специјалних оруђа са више пушчаних цеви. У Америчком грађанском рату (1861-1865) употребљавана су три таква оруђа: Белихгхерстова пушка, Венденбергова пушка и Гетлингов топ.
Гетлингов топ имао је 4-10 цеви смештених у један блок, а меци су се налазили у добошу с ручицом. Окретањем ручице обављане су све радње око пуњења метака, опаљивања и избацивања празних чаура. Захваљујући томе постизана је брзина гађања и до 3.000 метака у минуту (из свих цеви). Због тога се Гетлингов топ сматра првим механичким митраљезом и претечом аутоматског оружја.
У Русији су постојале две врсте вишецевног ватреног оружја: систем Горлов са 10 цеви (рус. Горлов) - модификован систем Гетлинг, и систем Барановскиј (рус. Барановскии) - са 6 цеви.

### Примерак у музеју у Кечикану на Аљасци
У  Државном парку Тотем Бајт  у Кечикану на Аљасци у локалном музеју налази се експонат Гетлинговог топа.  У прилогу су слике из 2023. године.
- Гетлингов топ
- Гетлингов топ предња страна
- Гетлингов топ натпис у музеју

## После Другог светског рата
Рехабилитација идеје догодила се после Другог светског рата, када се појавила потреба за изузетно брзом паљбом како код авиона, тако и код бродова ради заштите од ракета море-море. 
Прва новија примена Гатлинговог система у САД је шестоцевни авионски топ М61 Вулкан од 20 mm, настао током 1950-их година, а и данас широко коришћен код авиона као што су F-14, ,  и Ф-18 итд. Максимална брзина испаљивања је 7.200 метака и минуту, а брзина гађања је стандардно подесива од 4.000 до 6.000. 
На авион А-10 Тандерболт II, намењен борби против тенкова, монтира се знато већи седмоцевни топ ГАУ-8 од 30 mm. Брзина гађања је нижа, од 2.100 до 4.200 метака у минути, а муниција може бити како противоклопна, тако и високо експлозивна. Разорна моћ система је изузетно велика, тако да са лакоћом уништава савремене тенкове.
Знатно мањи вишецевни системи монтирају се на америчке хеликоптере. Један, за хеликоптер Хјуи Кобра, је поједностављени Вулкан, код кога је задржан калибар од 20 mm, али је број цеви смањен на три, а свака од њих скраћена. Брзина гађања је 2.000 до 3.000 метака у минуту. Други је заснован на муницији мањег калибра, од 7,62 mm, а назива се Минитоп. Брзина гађања достиже 6.000 метака у минуту. Широко је коришћен у Вијетнаму.
Сличне системе поседује и Русија: четвороцевне од 7,62 и 12,7 mm за хеликоптере, шестоцевне од 23 и 30 mm за авионе, а ове последње за бродове као заштита од авиона.
Основна врлина Гатлинговог система је висока брзина паљбе. Слабости су знатна сложеност, велика тежина, потреба за спољашњом енергијом за покретање (струја, притисак ваздуха или хидраулика) и спорост достизања пуне брзине паљбе (0,4 секунде код Вулкана).